# Carl Frederick Wandel

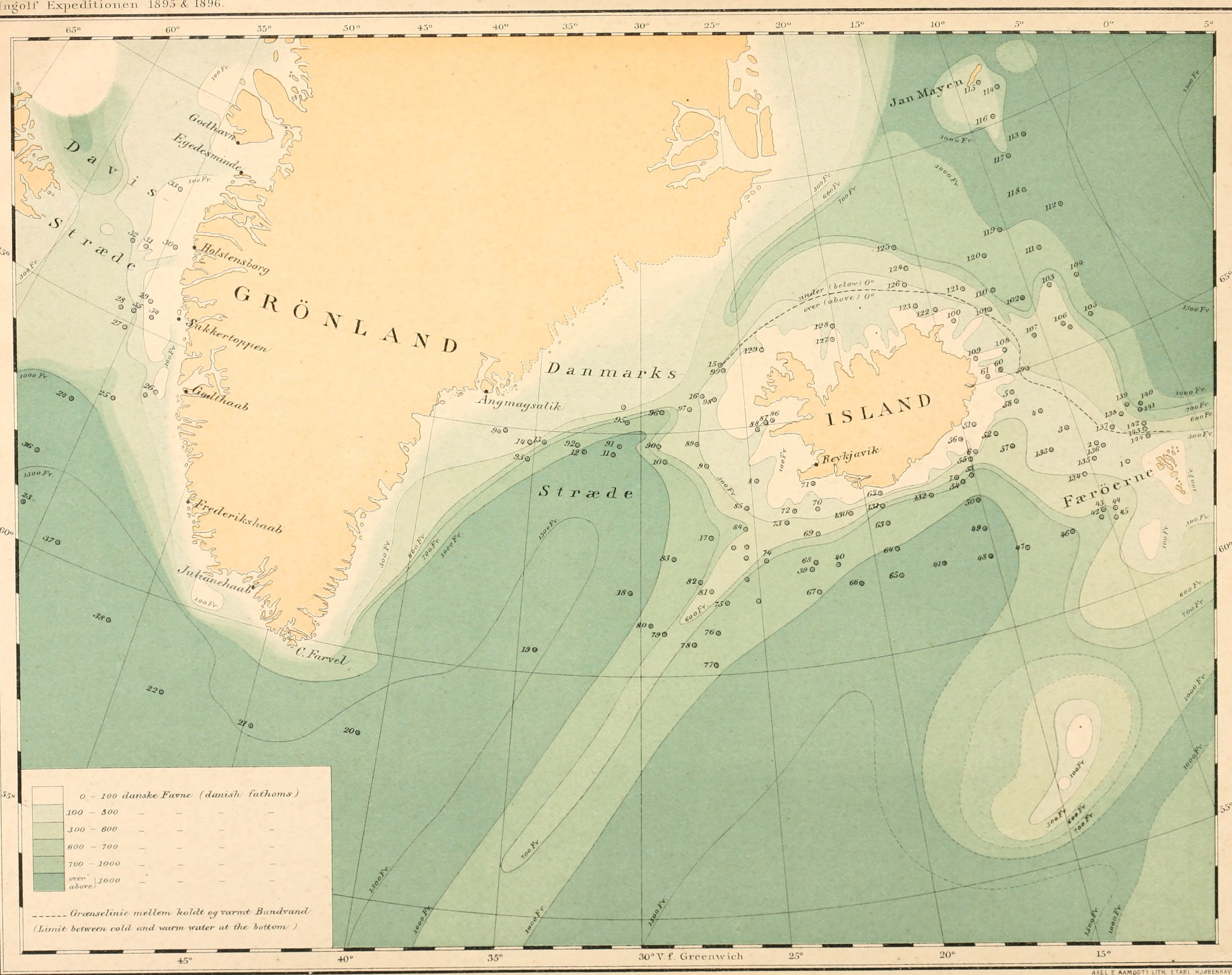
Bản đồ khám phá Ingolf Đan Mạch dẫn đầu bởi Wandel.

Carl Frederik Wandel (15 tháng 08 năm 1843 – 21 tháng 04 năm 1930) là một sĩ quan hải quân Đan Mạch và người khám phá vùng cực. Ông phần lớn làm việc với thủy đạc học.
Wandel trở thành sĩ quan hải quân Hoàng gia Đan Mạch năm 1863, tăng lên cấp bậc đội trưởng năm 1892, chuẩn Đô đốc năm 1899 và Phó đô đốc năm 1905. Ông về hưu lúc đang phục vụ năm 1911.